# Dauerkleingarten
Ein Dauerkleingarten ist ein Kleingarten, der den Regelungen des deutschen Bundeskleingartengesetzes unterliegt. Der Begriff Dauerkleingarten wird durch den § 1 Abs. 3 Bundeskleingartengesetz definiert. Es handelt sich hierbei um einen Kleingarten auf einer Fläche, die in einem Bebauungsplan für Dauerkleingärten festgesetzt ist. 
Im Gegensatz zu einem sonstigen Kleingarten ist für einen Dauerkleingarten die Nutzung rechtlich festgeschrieben und auf Dauer (zumindest bis zur evtl. Aufhebung des jeweiligen Bebauungsplans) gesichert. Daher ist es immer ein Bestreben von Kleingartenverbänden, eine Sicherung der Kleingartennutzung durch einen Bebauungsplan zu erreichen.
Dauerkleingärten unterliegen einem besonderen Schutz und besonderer Präferierung nach § 14 und § 15 Bundeskleingartengesetz.